# Гюттлінген (Баден-Вюртемберг)
Гюттлінген (нім. Hüttlingen) — громада в Німеччині, знаходиться в землі Баден-Вюртемберг. Підпорядковується адміністративному округу Штутгарт. Входить до складу району Східний Альб.
Площа — 18,71 км2. Населення становить 6136 осіб (станом на 31 грудня 2020).